# Leptomeria laxa
Leptomeria laxa är en tvåhjärtbladig växtart som beskrevs av Friedrich Anton Wilhelm Miquel. Leptomeria laxa ingår i släktet Leptomeria och familjen Amphorogynaceae. Inga underarter finns listade i Catalogue of Life.